# Туспан (муниципалитет Наярита)
Туспан (исп. Tuxpan) — муниципалитет в Мексике, штат Наярит, с административным центром в одноимённом городе. Численность населения, по данным переписи 2010 года, составила 30 030 человек.

## Общие сведения
Название Tuxpan с языка науатль можно перевести как «земля кроликов».
Площадь муниципалитета равна 314 км², что составляет 1,1 % от территории штата. Он граничит с другими муниципалитетами Наярита: на севере с Росаморадой, на востоке с Риусом, и на юге и западе с Сантьяго-Искуинтлой.

## Учреждение и состав
Муниципалитет был образован в 1917 году. В состав муниципалитета входит 26 населённых пунктов, самые крупные из которых:
| код INEGI | Населённый пункт                               | Численность населения (2005 год) | Численность населения (2010 год) |
| 018       | Всего                                          | 28 550                           | 30 030                           |
| 0001      | Туспан (административный центр)                | 20 561                           | 21 709                           |
| 0004      | Коамилес (исп. Coamiles)                       | 2 718                            | 2 741                            |
| 0012      | Пальма-Гранде (исп. Palma Grande)              | 2 306                            | 2 399                            |
| 0013      | Пеньяс (исп. Peñas)                            | 1 698                            | 1 818                            |
| 0018      | Унион-де-Корриентес (исп. Unión de Corrientes) | 1 070                            | 1 156                            |